# Pelezinho
Pelezinho é uma série de desenhos animados espanhola co-produzida em 1996 pela Antena 3,  Anima Dream, Worldwide Cartoons, Anima Dream, Worldwide Cartoons. A série é baseada no popular jogador de futebol brasileiro Pelé quando criança, tendo o mesmo conceito da história em quadrinhos de 1977 de mesmo nome, embora não tenha relação com ela. 
O desenho animado foi exibido no Brasil em 1998 pelo programa infantil Angel Mix da Rede Globo . A série atualmente é considerada mídia perdida .

## Trama
O espetáculo centra-se nas aventuras fictícias de Pelé como um menino de 12 anos que nasceu nas favelas brasileiras, além de jogar na seleção nacional de futebol, também viaja o mundo vivendo aventuras enfrentando vilões com sua melhor amiga Neusa e seu cão de estimação Rex.